# 法國悖論

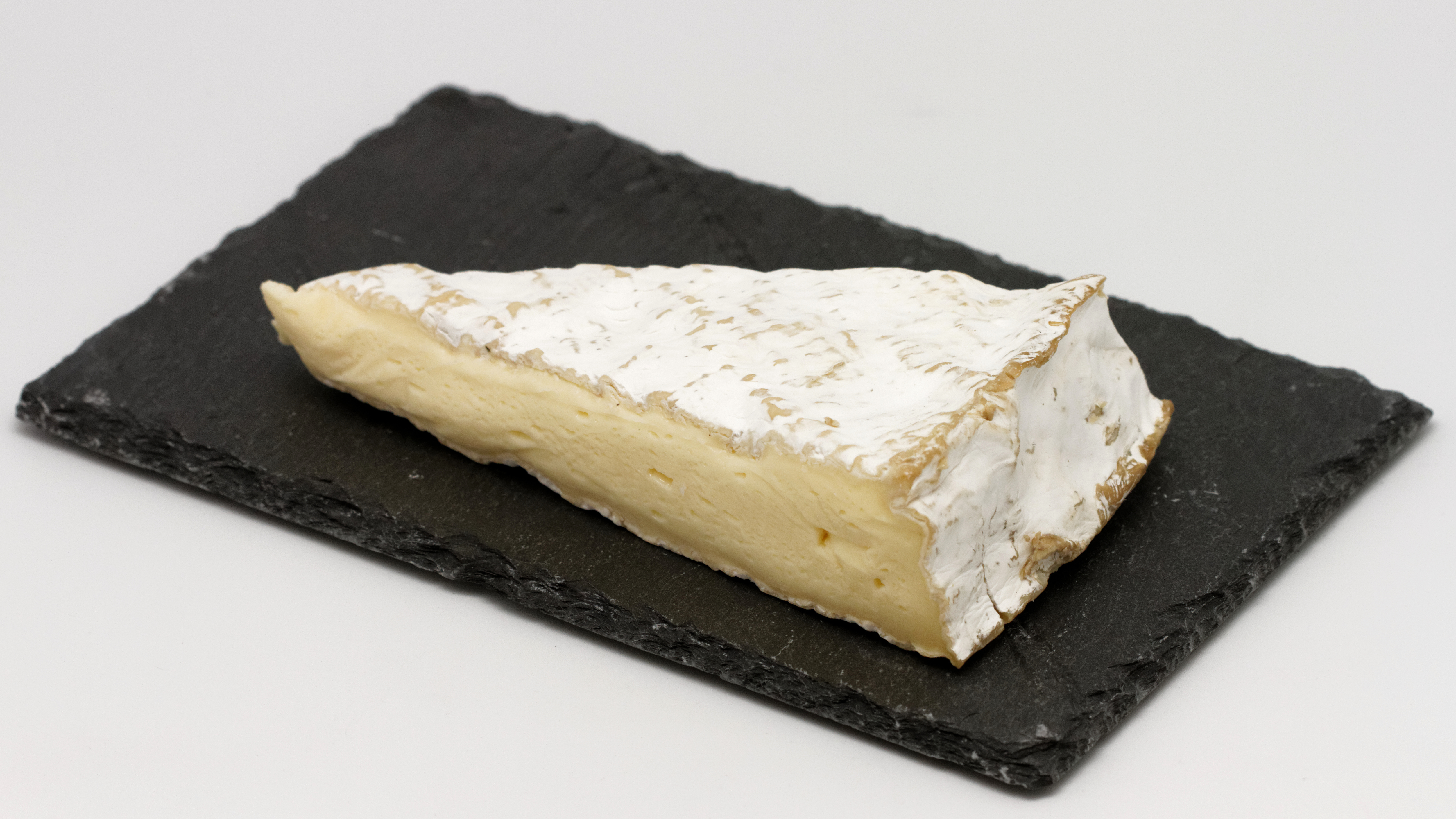
像這種莫城布里起司含有大量飽和脂肪，是法國飲食文化中常見的食物。

法國悖論（英語：French paradox）這個口頭禪是在1980年代後期首度開始使用，包含有明顯矛盾的流行病學觀察結果，即法國民眾飲食中飽和脂肪相對豐富，但是冠狀動脈疾病 (CHD) 發病率卻相對較低，這顯然與人們普遍認為大量攝取飽和脂肪，會增高罹患CHD風險的說法相互矛盾。如果飽和脂肪與CHD之間有正相關是有效論點的話，那麼法國人的CHD發病率應該高於人均消費量較低的國家。
也有人認為法國悖論是種錯覺，部分原因是法國當局收集健康統計數據的方式與其他國家並不相同，另外部分原因是法國人多年前飲食模式的變化，對於冠狀動脈的健康產生長期的影響。

## 辨識和量化法國悖論
有位法國波爾多大學的科學家薩吉· 雷諾在1991年發表他的研究結果，以及結果背後的科學數據。隨後在美國CBS新聞電視頻道60分鐘節目上接受訪問。薩吉·雷諾因此被當成是發明“法國悖論”這個名詞的人。
薩吉·雷諾提出他觀察到的法國高飽和脂肪攝取模式與CHD發病率之間明顯脫鉤，可使用聯合國糧食及農業組織的數據來量化表達。在2002年，法國人平均每天消耗108克動物脂肪，而美國人平均只消耗72克。相較之下法國人吃下四倍的奶油、多吃60%的起司、和將近三倍的豬肉。雖然法國人攝取的總脂肪僅比美國人稍微多一點（171克/天 vs 157克/天），但他們攝取的飽和脂肪更多，因為美國人攝取的大部分是植物油形式的脂肪，其中主要是大豆油。然而，根據英國心臟基金會的數據，1999年，美國年齡在35-74歲男性的CHD死亡率為每100,000人中有115人，但在法國是每100,000人中只有83人。
薩吉·雷諾在1991年與當時的初級研究人員心臟學家Michel de Lorgeril和營養師Patricia Salen合作以擴展研究。這三人把之前雷諾的研究強化，他們發表的論文，結論是：以西南部地中海飲食為基礎的飲食內容；富含ω-3脂肪酸、抗氧化劑，以及包括“適量飲用”紅酒，可降低癌症、心肌梗塞、和心血管疾病的發病率；部分原因是透過增加高密度脂膽固醇（高密度脂蛋白），同時又把低密度膽固醇（低密度脂蛋白）降低。

## 統計錯覺假設
1999年，馬爾科姆·勞 (Malcolm Law) 和尼古拉斯·沃爾德 (Nicholas Wald) 兩位研究人員在英國醫學期刊上發表研究報告，他們使用一項1994年酒精和飲食研究的數據來解釋，法國悖論實際上可能是由兩種統計扭曲所引起的錯覺。
馬爾科姆·勞和尼古拉斯·沃爾德首先把法國和英國之間觀察到的CHD率差異（大約20%）歸因於相對於英國，法國在CHD的認證不足。
其次，兩位研究人員提出一個時滯假說：如果血清膽固醇濃度的增加出現延遲，而隨後導致CHD（也稱缺血性心臟病）死亡率增加，那麼當前的CHD死亡率，與過去的血清膽固醇水準以及脂肪攝取模式的關聯性，會比當前的為高。他們寫道：
我們認為，這種差異是由於攝取動物脂肪和血清膽固醇濃度的增加，與由此而導致心臟病死亡率增加之間存在時間延遲 - 類似於公認存在於吸菸和肺癌之間的時間延遲。法國最近才增加動物脂肪的攝取量，以及血清膽固醇濃度，而在英國，幾十年前就已經增加。這種解釋有證據支持：包括法國在內的各國心臟病死亡率與過去（30年前）的動物脂肪消耗水準和血清膽固醇濃度密切相關......
此外，法國人口中超重的情況日益增加。法國健康與醫學研究所發表的研究報告顯示該國肥胖症比率從1997年的8.5%，而到2009年增加為14.5%，女性比男性更容易發生這種情況。

## 影響

### 文化影響
在英語世界的人們普遍認為法國悖論是個真實的現象，總體影響是增加法國飲食與相關健康說法的可信度。
當新穎的法國悖論說法最早在1991年於60分鐘節目播出時，受到非常高的注目。給人的印像是法國人的紅酒攝取量很高，是該國心臟病發病率較低的主因。美國的紅酒消費量因而在一年之內增加40%，有些葡萄酒賣家開始把他們的產品宣傳為“健康食品”。
法國悖論在文化上的影響，可從飲食與健康領域的大量書名中看出，這些書籍內容的目的是試圖讓讀者了解悖論背後的秘密：
- 脂肪謬誤：法國飲食永久減肥的秘訣（The Fat Fallacy: The French Diet Secrets to Permanent Weight Loss ，作者威廉·克洛爾（William Clower），2003年出版）；[11]
- 法國人的不節食計劃：10個讓你終生保持苗條身材的簡單步驟（The French Don't Diet Plan: 10 Simple Steps to Stay Thin for Life ，作者威廉·克洛爾，2006年出版）[12]
- 法國女性不發胖（French Women Don't Get Fat，作者米黎莉·吉利亞諾（英语：Mireille Guiliano），2004年出版，在2006年成為暢銷書第一名）
- 膽固醇與法國悖論（Cholesterol and The French Paradox，作者Frank Cooper，2009年出版）；[13]
- 讓法國女性不發胖的食譜（The French Women Don't Get Fat Cookbook ，作者米黎莉·吉利亞諾，2010年出版）。[14]

其他書籍則試圖引用法國悖論來提高書本的可信度。由巴黎醫生皮埃爾·杜坎(Pierre Dukan)撰寫的杜坎纖體法，翻譯為英文版，在美國出版時，加上副標題:“法國人保持苗條的真正原因”。

### 科學影響
有了法國悖論，讓一些研究人員思考飽和脂肪的攝取與CHD之間的聯繫，或許沒之前想像中的那麼強烈。而導致對於早期認為有這種關聯的研究再做審查。
一些研究人員對於攝取天然飽和脂肪與CHD之間的關聯提出質疑。在2006年，美國國家衛生院轄下婦女健康倡議（WHI）計劃所進行的護士健康研究，所得的結果對於這個觀點提供某些間接的支持。研究人員對49,000名更年期後美國女性的飲食和健康狀況從事為期大約8年的數據積累，發現飽和脂肪與不飽和脂肪的平衡似乎對於心臟病的風險並未有影響，而攝取反式脂肪與心血管疾病的風險顯著增加有關聯。
同樣的，在2009年對一批飲食研究報告做評論的作者所得的結論，也認為沒足夠的證據證明攝入飽和脂肪與CHD風險之間存在因果關係。

## 對可能原因的解釋

### 基於法國人均較高紅酒消費量作解釋
有人認為法國在紅酒的高攝取量是造成這結果的主要因素。這種假設在1991年的60分鐘電視節目中得到闡述。而促成北美洲對紅酒的需求大幅增加。人們認為紅酒中有種名為白藜蘆醇的成分，可能與這種作用有關聯；然而一項在2003年所做的研究，研究人員的結論是透過飲用紅酒而吸收的白藜蘆醇量太少，不太可能用來解釋這個悖論。

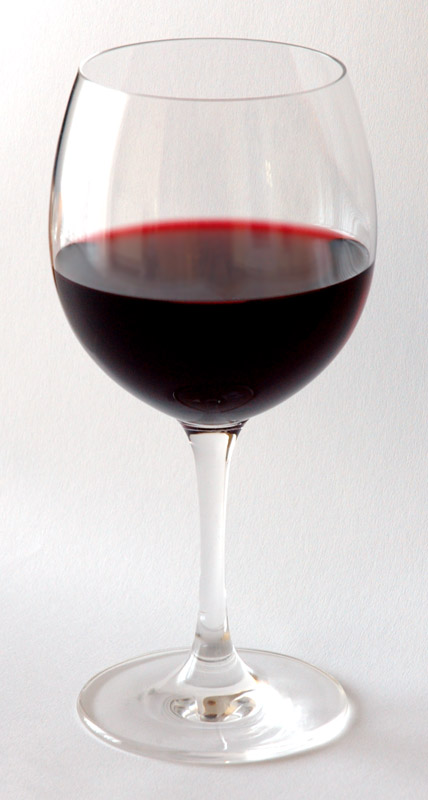
法國人飲用紅酒曾被當成是法國悖論的可能解釋，但後來發現證據不足。

#### 紅酒中的酒精成分
美國人年人均酒精飲用數量（每年9.2公升）和法國人的（每年12.2公升）相比，相差僅3公升。關於適度飲用啤酒、葡萄酒、或是蒸餾酒是否與長壽有更強的關聯，尚缺乏醫學共識。在10項主要研究中，其中3項發現有力的證據證明與葡萄酒有關聯、3項發現與啤酒更有關聯、3項發現與蒸餾酒更有關聯，而有1項發現不同酒精飲料之間的關聯並無差異。

#### 白藜蘆醇
葡萄酒，尤其是紅酒，都含有低量的白藜蘆醇。然而並沒循證醫學的證據顯示白藜蘆醇可延長壽命，或是對任何人類疾病有作用。

#### 多酚
有提議認為縮合單寧可為人類血管內皮提供保護，而其他研究顯示，紅酒多酚可減少丙二醛的吸收，丙二醛與動脈硬化發作時存在的低密度脂蛋白升高水準有關。
然而當多酚被消化和代謝之後，對人體可能的健康作用並無法確定。雖然多酚被推測是攝取葡萄酒而促進健康的部分原因，但迄今為止並無證據顯示從紅酒或食物中攝取多酚，對健康會實際有益。

### 基於法國飲食作解釋

#### 法國飲食富含短鏈脂肪酸，少有反式脂肪
法國飲食以人體容易代謝的天然飽和脂肪為基礎，如奶油、起司、和鮮奶油，因為它們富含短鏈飽和脂肪酸，範圍包括從4碳丁酸到16碳棕櫚酸。但美國飲食包含更多透過把植物油氫化而成的飽和脂肪，他們包括更長鏈的18和20碳脂肪酸。此外，這些氫化脂肪包含有少量的反式脂肪，可能與健康風險有關聯。

#### 多項因素解釋
在2003年出版的《脂肪謬誤：法國飲食永久減肥的秘訣》一書作者作者威廉·克洛爾把法國悖論縮小為幾個關鍵因素，即：
- 好脂肪與壞脂肪：法國人攝取的脂肪中，有80%來自乳製品和蔬菜，包括全脂乳、起司、和全脂優格。
- 攝取較高數量的魚類（每週至少3次）。
- 較小的份量，進食速度較慢，多幾道料理，在持續進食期間，身體已經開始把先前吃下的消化。
- 少攝取糖：美國的低脂和脫脂食品通常含大量的糖分。法國飲食偏好採用不加糖的全脂產品。
- 兩餐之間避吃零食。
- 避免食用常見的美國食品，例如軟性飲料、油炸食物、休閒食品，尤其是那些常在美國雜貨店內可見到的預製食品。

威廉·克洛爾傾向把飲用葡萄酒和吸菸當作是法國悖論的主因的概念予以淡化。雖然法國人吸菸者的比例較高，但不會比美國高太多。（法國為35%，美國為25%），這並不太能把兩國之間這種差異作為重要原因。
《法國女性不會胖》作者米黎莉·吉利亞諾同意體重差異並非由法國人的吸菸習慣所造成。她指出法國和美國的女性吸菸率幾乎相同。吉利亞諾把法國女性保持苗條身材的關鍵因素列為：
- 較小的份量：她倡導50%規則，即對提供的任何食物只取其一半，如法語的“la moitié, s'il vous plaît（只要一半，謝謝）” （页面存档备份，存于）
- 仔細品嚐以增加滿足感，選擇少量優質食物，而非大量低質食物
- 一日三餐，不吃零食
- 多攝取水分，如喝水、草本茶、湯等
- 坐下，專心吃（不要同時處理別的事務，例如站立、看電視、或是閱讀）
- 強調新鮮食材、多樣、均衡，最重要的是飲食帶來的愉悅[33]

#### 全食
美國作者邁克爾·波倫在他2008年出版的《捍衛食物》一書中指出，解釋食物並非單指任何單一營養素，也不是碳水化合物、脂肪、或是蛋白質的數量，而是“天然”，不是“加工”食品中所有營養素的總和。

#### 更多水果和蔬菜攝取量
有建議，攝取更多的水果和蔬菜會降低罹患心血管疾病的風險。

#### 早期營養
對法國悖論的可能解釋是，在生命最初幾個月和幾年內，飲食改善能產生的可能影響（表觀遺傳學或其他方面）會在多代人之間發揮作用。法國在1871年普法戰爭戰敗後，因為出生率銳減，嬰兒死亡率增高，政府擔憂人口不足會削弱國家戰力，而在往後數十年致力提供優質食物以改善孕婦及兒童的營養。有人提出，這種歷史性特定的干預時間可能有助於解釋在法國有較低的肥胖症，以及較低心臟病發生率的原因

## 資料來源
- Abdulla, A.; Badaway, B. . Alcohol and Alcoholism. 2001, 36 (3): 185–188. PMID 11373252. doi:10.1093/alcalc/36.3.185 .
- Perdue, W. Lewis, et al. the French Paradox and Beyond. Sonoma, CA: Renaissance, 1993.
- Rozin, P.; Kabnick, K.; Pete, E.; Fischler, C. & Shields, C. . Psychological Science. 2003, 14 (5): 450–454. PMID 12930475. S2CID 4982763. doi:10.1111/1467-9280.02452.

## 進一步閱讀
- Michel de Lorgeril; Patricia Salen. Thierry Souccar , 编. . 2011.
- Michel de Lorgeril. Thierry Souccar , 编. . 2008. ISBN 9782365490481.
- Michel de Lorgeril. Thierry Souccar , 编. . 2007.
- Serge Renaud. Odile Jacob , 编. . 2004.
- Serge Renaud. Odile Jacob , 编. . 1998.
- George Riley Kernodle. . University of Arkansas Press. 1989-12-01. ISBN 978-1557280121.

## 外部連結
- How To Live Forever （页面存档备份，存于） The Economist 3 January 2008